# Institut for Biomedicin Aarhus Universitet
Institut for Biomedicin, Aarhus Universitet beskæftiger sig med forskning, uddannelse og myndighedsbetjening og har til huse i Universitetsparken i Aarhus. 
På instituttet forskes der i menneskets biologi og sygdomme. Biomedicin bygger bro mellem naturvidenskab og klinisk medicin, og resultaterne udnyttes til forbedret diagnostik, rådgivning og patientbehandling. Forskningen er inddelt i områderne: infektion og inflammation, membraner, neurovidenskab og personlig medicin. Derudover leder eller deltager forskere fra instituttet i en lang række forskningsgrupper og -centre. 
Institut for Biomedicin på Aarhus Universitet har det overordnede ansvar for den medicinske bacheloruddannelse og bidrager endvidere til en række andre uddannelser. Derudover rådgiver forskere fra instituttet myndighederne omkring lægemidler. 
Institut for Biomedicin, Aarhus Universitet blev dannet i 2011, da de seks institutter Anatomisk Institut, Institut for Medicinsk Biokemi, Institut for Fysiologi og Biofysik, Institut for Human Genetik, Institut for Medicinsk Mikrobiologi og Immunologi samt Institut for Farmakologi fusionerede. 
Instituttet ledes af Thomas G. Jensen og er en del af fakultetet Health.